# Microschemobrycon elongatus
Microschemobrycon elongatus är en fiskart som beskrevs av Géry, 1973. Microschemobrycon elongatus ingår i släktet Microschemobrycon och familjen Characidae. IUCN kategoriserar arten globalt som livskraftig. Inga underarter finns listade i Catalogue of Life.